# محور أبو تيج
جسر أبو تيج الواقع على نهر النيل (أو محور كوبري أبوتيج / ساحل سليم) هو جسر في مدينة أبو تيج، أسيوط ويربط غرب النيل بشرق النيل.

## المواصفات
يبلغ طول هذا المحور 1500 متر متضمناً كوبرى أعلى النيل بطول 840 متراً، وكوبرى أعلى السكة الحديد والطريق الزراعى مصر أسوان بطول 360 متراً، بالإضافة للكبارى السطحية على ترعة الفاروقية.
يضم محور أبو تيج على النيل بمحافظة أسيوط، بطول 27.55 كيلومتر وعرض 23 مترا، عدد 2 حارة مرورية بعرض 7.5 متر لكل اتجاه، وتمتد المرحلة الأولى منه بطول 3.1 كيلومتر وهي عبارة عن كوبري خرساني على النيل يمر بالطريق الزراعي الغربي والسكة الحديد بطول 2.44 كيلومتر وعرض الكوبري 23 متر و2 حارة مرورية بعرض 7.5 متر لكل اتجاه وأعمال ترابية بطول 0.7 كيلومتر. المرحلة الثانية من محور أبو تيج على النيل بمحافظة أسيوط، فهي تمتد بطول 7.7 كيلومتر وتشمل 15 عمل صناعي على التقاطعات مقسمة إلى 5 كوبري و8 أنفاق و2 بريخ بإجمالي طول 350 متر وأعمال طرق بطول 7.35 كيلومتر.